# Meunasah Krueng Kala
Meunasah Krueng Kala is een bestuurslaag in het regentschap Aceh Besar van de provincie Atjeh, Indonesië. Meunasah Krueng Kala telt 268 inwoners (volkstelling 2010).